# Faggen
Faggen – gmina w Austrii, w kraju związkowym Tyrol, w powiecie Landeck. Leży w Alpach, na wys. 900 m n.p.m. Powierzchnia gminy wynosi 3,63 km², liczy jedynie 370 mieszkańców (1 stycznia 2015). Sąsiednie gminy to: Fließ, Kaunerberg, Kauns oraz Prutz.
Faggen jest powierzchniowo najmniejszą gminą doliny Oberes Gericht, części doliny Oberinn. Leży nad strumieniem Faggenbach, spływającym z doliny Kaunertal.

## Osoby urodzone we Faggen
- Hubert Heiss – dyplomata (ur. 1955)
- Anton Sturm – rzeźbiarz barokowy i rokokowy (1690-1757)